# Zagórscy herbu Ostoja

Herb Ostoja, wersja średniowieczna

Zagórscy herbu Ostoja, znani również jako Zagurscy, Zagorscy, Zahorscy – polski ród szlachecki, należący do heraldycznego rodu Ostojów (Mościców), wywodzący się Zagórzyc w gminie Michałowice, w powiecie krakowskim. Z tej samej wsi wyszli również Zagórscy herbu Gryf.

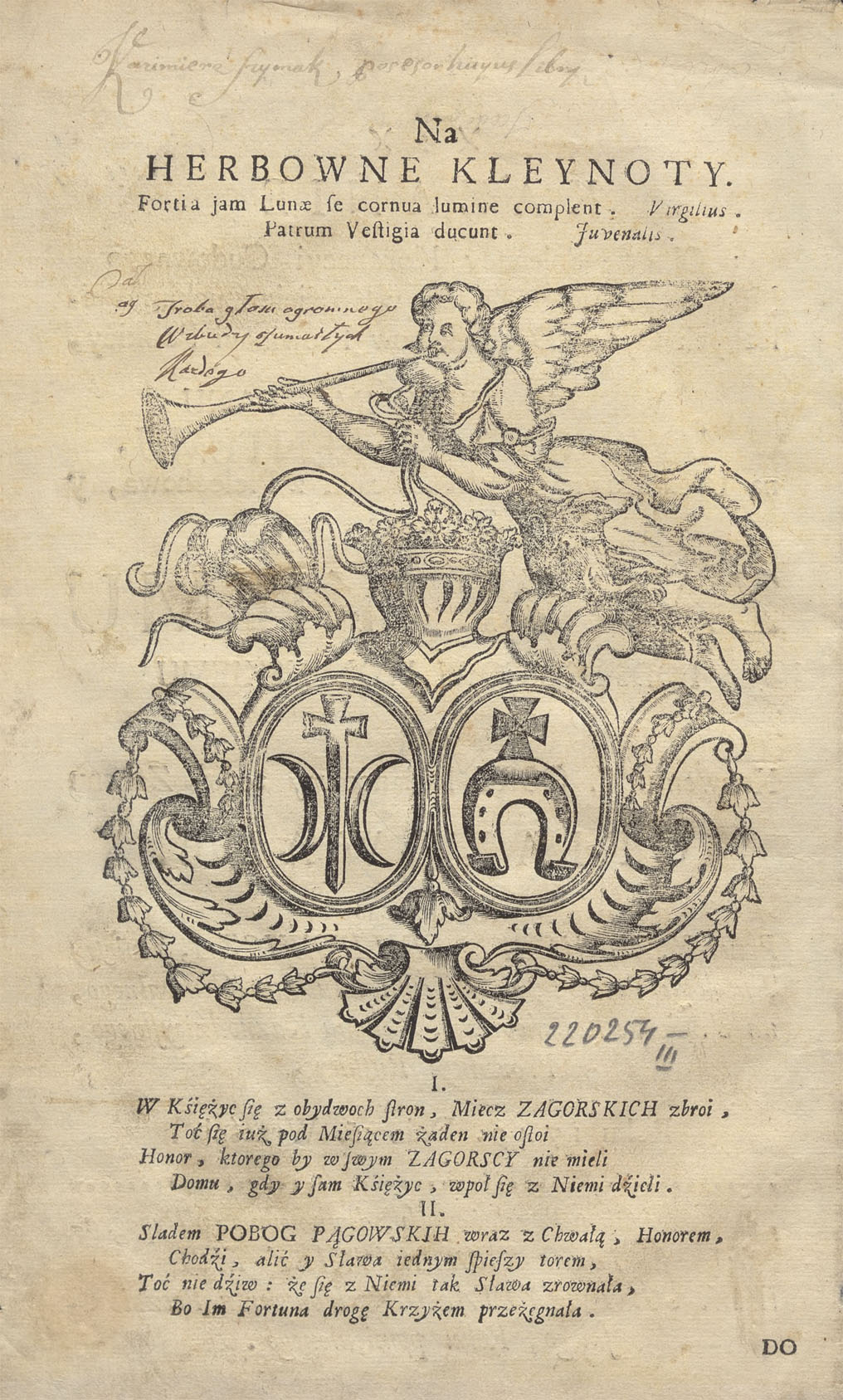
Herb Ostoja Zagórskich w kazaniu ofiarowanym Józefowi Zagórskiemu, podstolicowi wołyńskiemu, w oktawę koronacji cudownego obrazu Matki Boskiej Łuckiej (1749 r.)

## Najstarsze świadectwaźródłowedotyczące rodu
Poniżej wymienione są ważniejsze świadectwa źródłowe dotyczące Zagórskich herbu Ostoja oraz ich wsi gniazdowej.
- W dokumentach z lat 1387–1401 wzmiankowany był Piotr z Zagórzyc[2].

- W latach 1397–1428 w źródłach odnotowany został Andrzej z Zagórzyc[2].

- W latach 1437–1470 występował Dobral z Zagórzyc, podpisek ziemski krakowski, brat Mikołaja[2].

- W roku 1453 wzmiankowany był Mikołaj z Zagórzyc herbu Ostoja wraz z bratem Maciejem ze Szczodrowic[4].

- Jan Długosz w Liber beneficiorum dioecesis Cracoviensis wymienił Zygmunta Zagórskiego, dziedzica Zagórzyc w parafii Więcławice (ok. 1470 r.)[5].

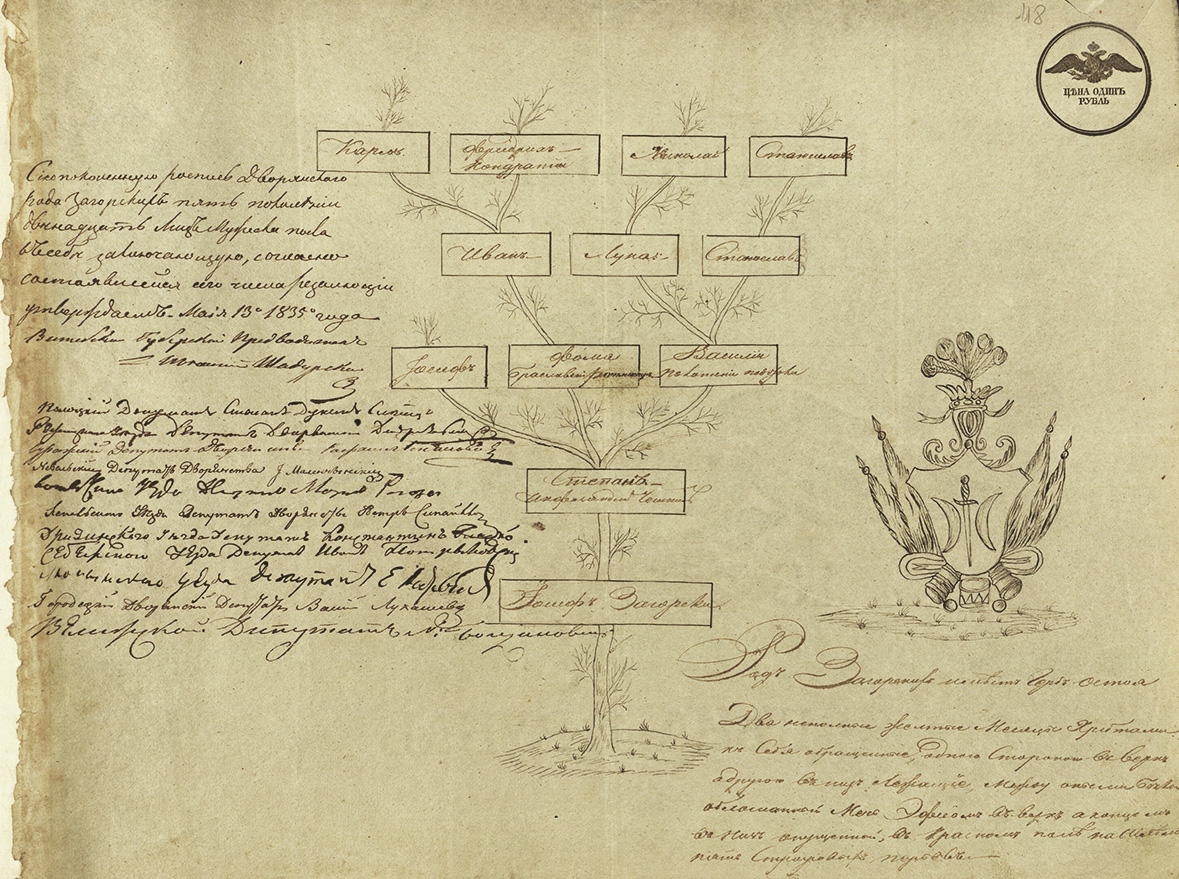
Wywód szlachectwa Zagórskich herbu Ostoja osiadłych na Litwie z 1835 r.

## Majątki ziemskie należące do rodu
Poniżej wymienione są ważniejsze dobra ziemskie należące do Zagórskich herbu Ostoja.
Zagórzyce, Budzisławice (wieś dziś nie istnieje, została wchłonięta przez Zagórzyce), Bachotek (Bochotek), Góry, Błędów, Potutorów, Wołkowce, Kołodziejówka, Podborze, Czerników Karski, Gniazdowice.

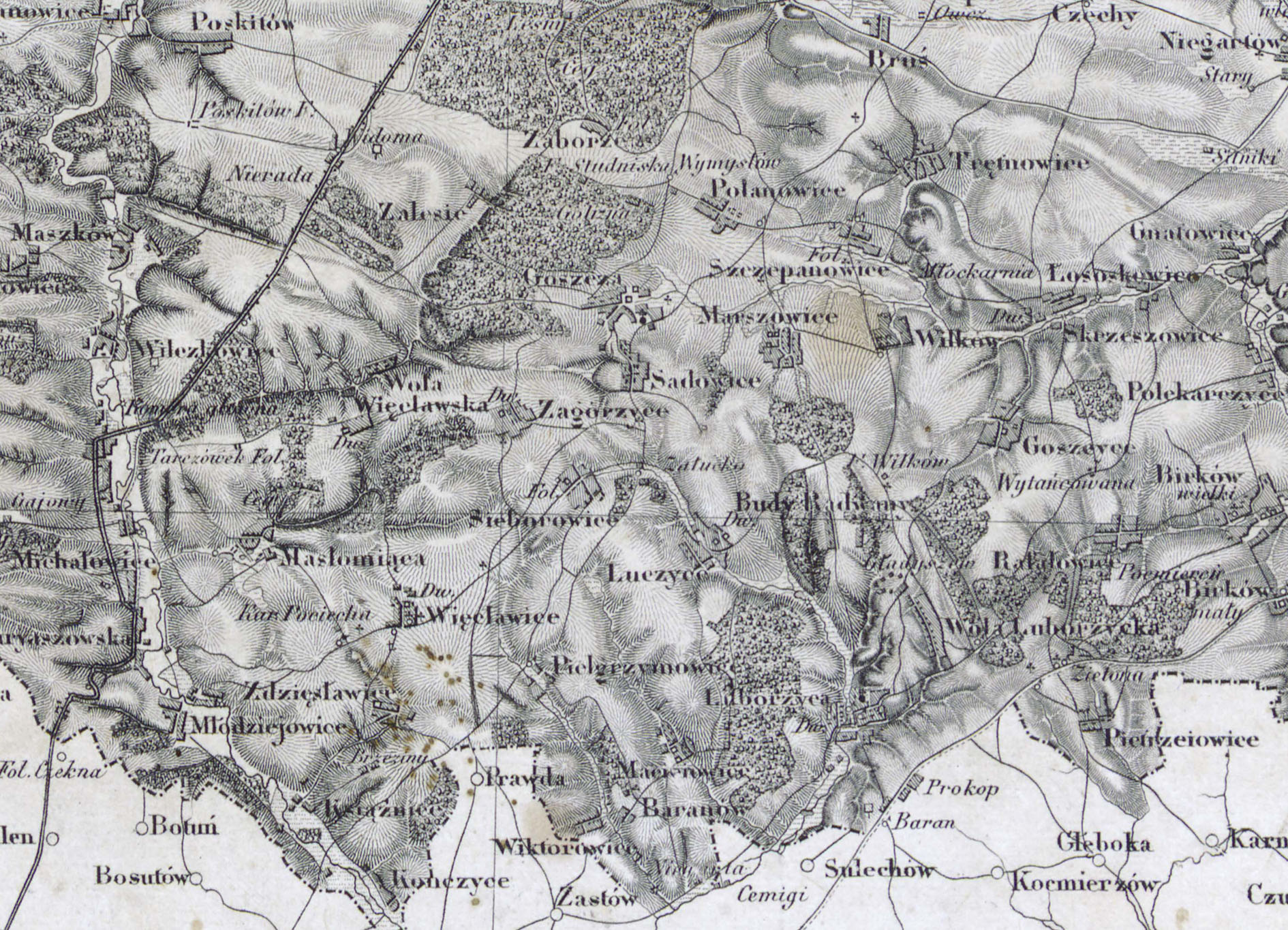
Zagórzyce na Topograficznej Karcie Królestwa Polskiego

## Znani przedstawiciele rodu
- Mikołaj Zagórski (zm. po 1637) – rotmistrz, uczestnik walk w czasie powstania kozackiego Pawluka[1].
- Józef Zagórski (zm. po 1704) – podkomorzy dorpacki, podstoli malborski[13].
- Hiacynt Zagórski (zm. po 1711) – cześnik trembowelski[14].
- Stanisław Zagórski (zm. po 1712) – stolnik smoleński, rotmistrz JKM, ppłk JKM[15].
- Michał Zagórski (zm. po 1720) – stolnik smoleński[15].
- Jan Stanisław Zagórski (zm. 1736) – podstarości i wojski większy krzemieniecki, podstoli wołyński, dziedzic na Potutorowie i Wołkowcach.
- Michał Zagórski (zm. po 1736) – podkomorzy wendeński[13].
- Sebastian Zagórski (ur. 1728) – ksiądz, jezuita, minister i prefekt bursy muzyków, regens konwiktu w Łucku oraz misjonarz w Łyścu[16].
- Kazimierz Ostoja Zagórski (zm. po 1755) – strażnik lidzki[17].
- Kazimierz Zagurski (Zagórski) (zm. po 1757) – strażnik starodubowski[15].
- Antoni Zagórski (zm. 1759) – chorąży owrucki[18].
- Franciszek Zagórski (zm. 1766) – starosta owrucki[18][9].
- Maciej Zagórski (zm. po 1782) – stolnik bełski[19].
- Ludwik Zagórski (zm. przed 1787) – pisarz grodzki owrucki, wojski mniejszy żytomierski, sędzia grodzki owrucki[18].
- Józef Zagórski (zm. po 1792) – podkomorzy łucki, chorąży wołyński, miecznik wołyński, pułkownik pancerny, konsyliarz konfederacji targowickiej.
- Jan Zagórski (zm. po 1795) – podczaszy włodzimierski, sędzia grodzki krzemieniecki, rotmistrz, konsyliarz konfederacji generalnej koronnej.
- Stanisław Zagórski (zm. po 1797) – pisarz grodzki lwowski, podstoli wołyński, sędzia grodzki łucki[9].
- Wojciech Zagórski (zm. po 1801) – chorąży przemyski[20].
- Michał Zagórski (zm. 1807) – generał major wojsk koronnych. Generał w powstaniu kościuszkowskim.
- Michał Zagórski (zm. I. poł. XIX w.) – podsędek ziemski włodzimierski[20].
- Ignacy Zagórski (zm. 1829) – major wojsk pruskich, fundator kościoła w Błędowie[7][21].
- Gabriel Zagórski (zm. 1837) – sędzia ziemski dubieński[20].
- Włodzimierz Zagórski (1834-1902) – pisarz, satyryk, prozaik, publicysta, oficer armii austriackiej[22].
- Jan Zagórski (1842–1909) – powstaniec styczniowy, wywieziony na Syberię. Był ojcem gen. Włodzimierza Zagórskiego.
- Juliusz Ostoja-Zagórski (1878-1919) – major, dowódca 2 Pułku Ułanów Legionów Polskich (1915-1918).
- Włodzimierz Zagórski (1882-1927) – generał brygady, pilot Wojska Polskiego.
- Kazimierz Zagórski (1883-1944) – fotograf i podróżnik.
- Karol Roman Zagórski (1886-1940) – pułkownik piechoty Wojska Polskiego.
- Tadeusz Zagórski (1891-1969) – polski sportowiec, działacz sportowy, bankowiec.
- Andrzej Wojciech Zagórski (1926-2007) – historyk, żołnierz Armii Krajowej[23].
- Zbigniew Ostoja-Zagórski (1927-1993) – scenograf związany z Wytwórnią Filmów Fabularnych we Wrocławiu[24].
- Bożena Ostoja-Zagórska Kearns (zm. 2014) – uczestniczka Powstania Warszawskiego, żołnierz AK – zgrupowanie „Radosław” – pułk „Broda 53” – kompania „Lena” („Dysk” – Dywersja i Sabotaż Kobiet)[25].
- Stanisław Andrzej Zagórski (1933-2015) – dziennikarz, redaktor, działacz społeczny[26].
- Włodzimierz Ostoja-Zagórski (1939-2015) – biochemik i biolog molekularny, profesor.
- Janusz Ostoja-Zagórski (ur. 1943) – profesor zwyczajny nauk humanistycznych[27].

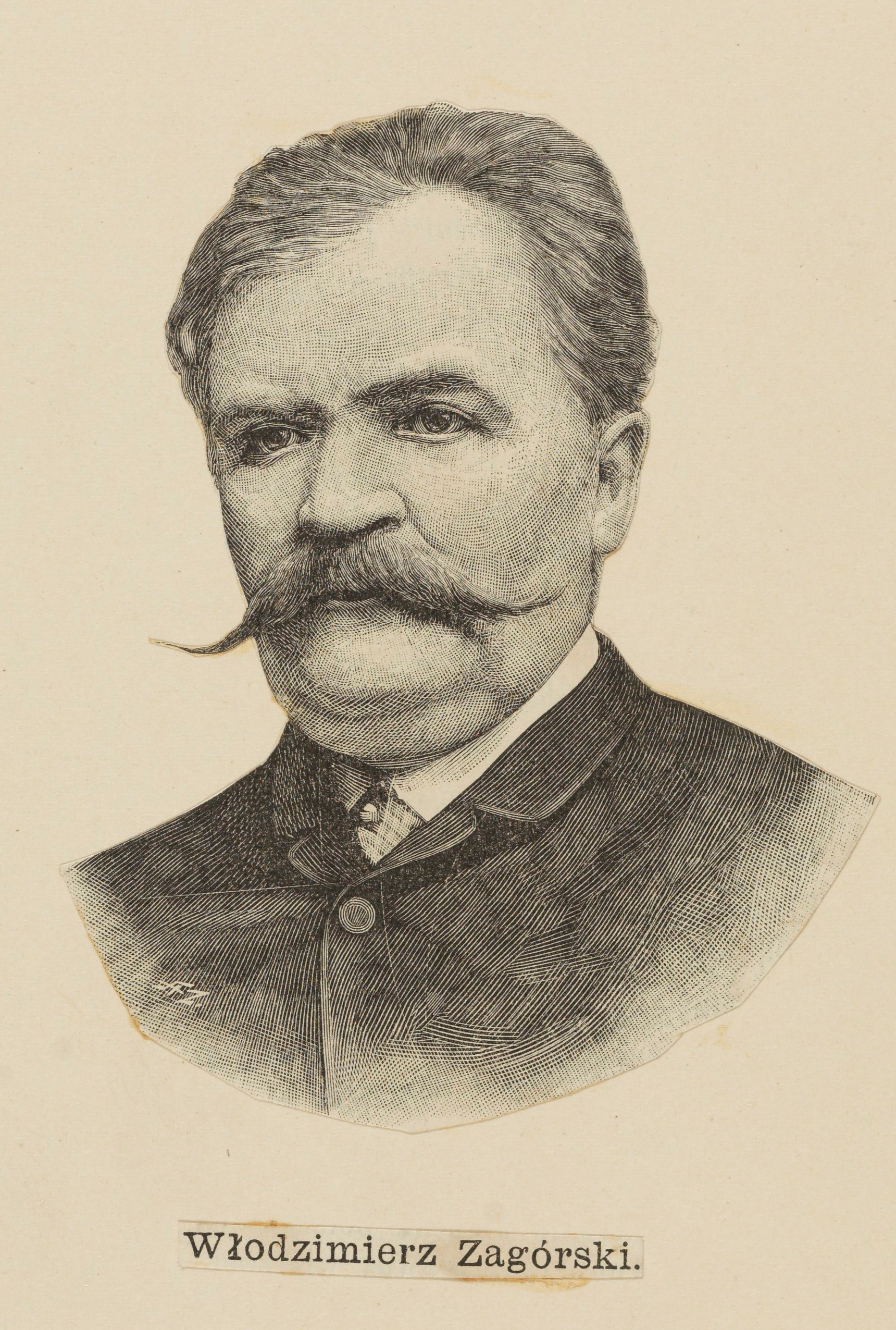
Włodzimierz Zagórski, satyryk, publicysta.
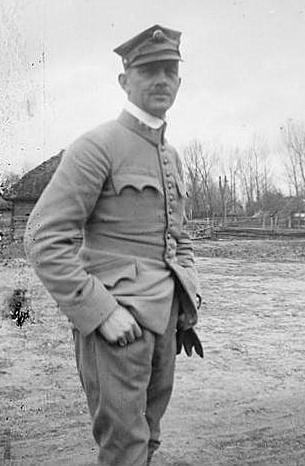
Mjr Juliusz Ostoja-Zagórski.
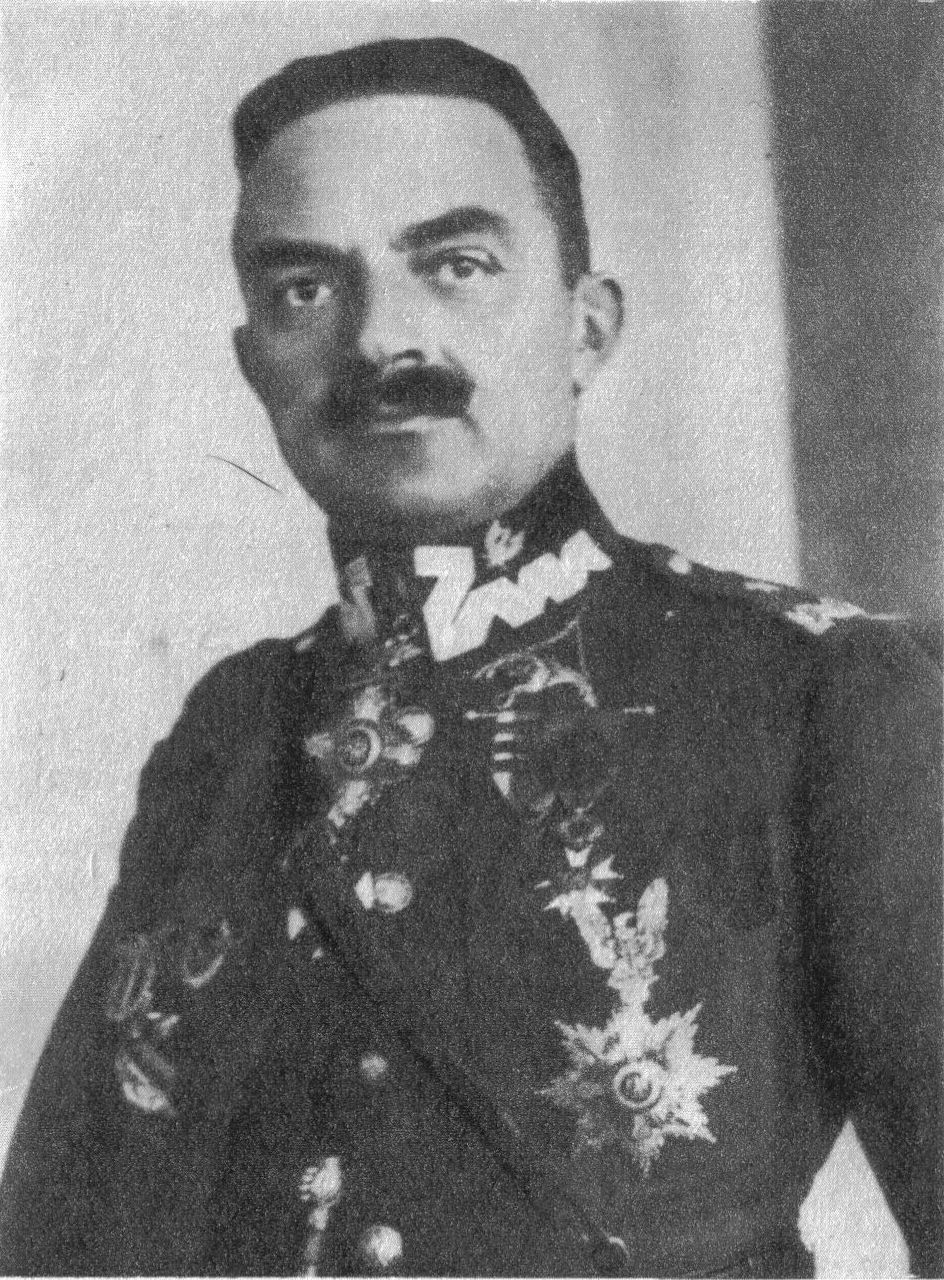
Gen. Włodzimierz Ostoja-Zagórski.
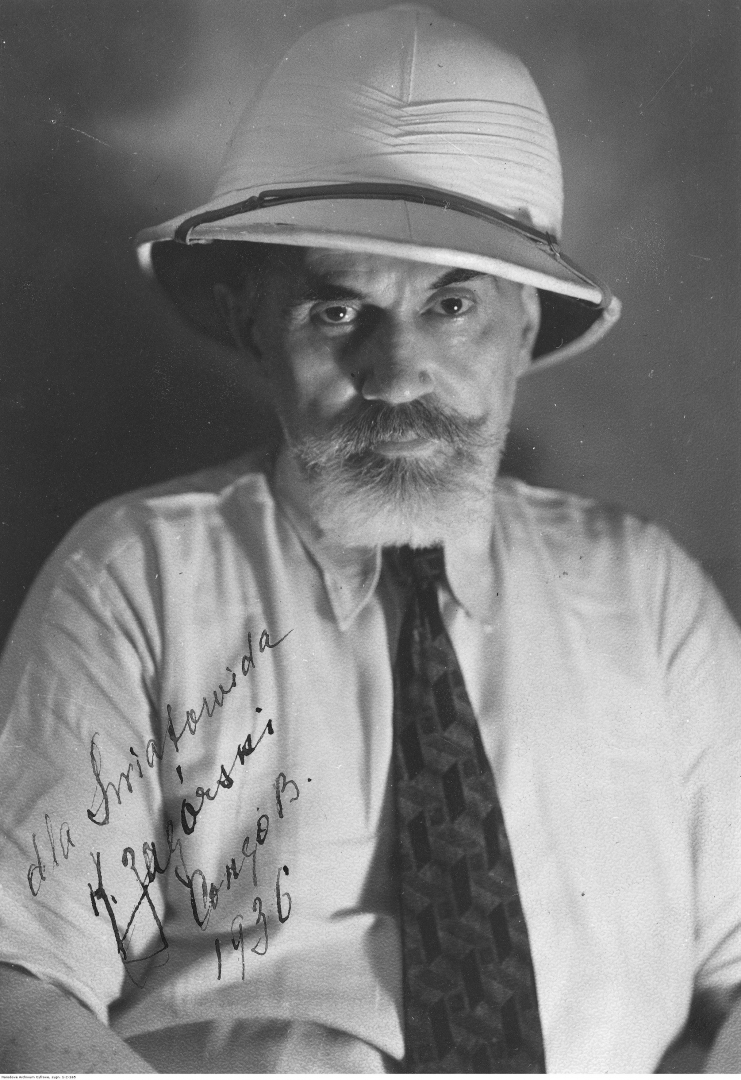
Kazimierz Zagórski, podróżnik.
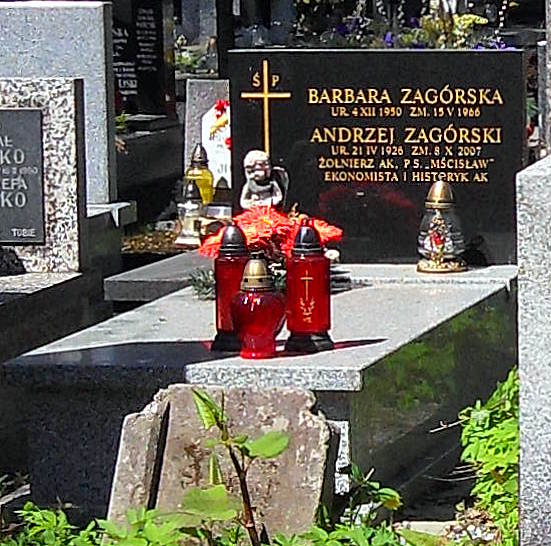
Grobowiec Andrzeja i Barbary Zagórskich na Cmentarzu Rakowickim w Krakowie.